# Johann Conrad Dannhauer
Johann Conrad (także: Konrad) Dannhauer; ur. 24 marca 1603 w Köndringen w Bryzgowii, zm. 7 listopada 1666 w Strasburgu) – niemiecki luterański teolog, profesor retoryki, hermeneutyk i poeta.

## Życiorys
Johann Conrad Dannhauer urodził się 24 marca 1603 roku jako syn Konrada Dannhauera, pastora w Köndringen i córki pastora Augusta Brunna Marii Magdaleny Brunn. Uczęszczał do gimnazjum i na Uniwersytet w Strasburgu, gdzie studiował teologie i filozofię. W Marburgu studiował teologię, później studia kontynuował na Uniwersytecie w Altdorfie i Jenie.
- 1628 – Został inspektorem seminarium duchownego w Strasburgu.
- 1629 – Zostaje profesorem retoryki i we wrześniu poślubia Salomeę Hugwart, wdowę po Kasparze Brülow, profesorze filologii.
- 1630 – Wydaje w Strasburgu Idea boni interpretis et malitiosi calumniatoris, które to dzieło stanowi początek hermeneutyki. Dzięki niemu hermeneutyka powstaje zarazem jako określenie i jako dyscyplina naukowa. Chociaż doktryna interpretacji tekstów istniała w środowisku ewangelickim, przede wszystkim w odniesieniu do tekstów religijnych lub prawniczych, to jednak była ona ustalana ze względu na rodzaj tekstu. Istniała zatem hermeneutyka religijna lub prawnicza, ale nie hermeneutyka ogólna.
- 1633 – Mianowany na profesora teologii na Uniwersytecie w Strasburgu.
- 1634-1666 – Wygłasza kazania południowe w katedrze w Strasburgu. Otrzymuje stanowisko dziekana (biskup) w kościele św. Tomasza w Strasburgu.
- 1657-58 – Zostaje pastorem w katedrze w Strasburgu.
- 1658-1666 – Otrzymuje zaszczytne stanowisko prezesa konwentu kościelnego.

Ważne miejsce w jego dziełach literackich oraz w bogatej korespondencji zajmują teologiczne spory ze środowiskami katolickimi i kalwinistycznymi, ale także walka przeciw Johnowi Dury’emu i Georgowi Calixtowi propagującym dążenie do połączenia kościołów luterańskiego i reformowanego. W dążeniu do uniwersalności kościelnej teologii widział u nich synkretyzm.
Do jego uczniów należeli Johannes Fecht i Philipp Jacob Spener, jeden z najwybitniejszych przedstawicieli pietyzmu.
Jego głównym dziełem jest Der Mensch ein Wanderer, das Leben der Weg, die Heilige Schrift das Licht, Gott das Ziel, der Himmel die Heimat. W Hodosophia Christiana sive Theologia positiva ukazuje się jako pośrednik między ortodoksją luterańską a pietyzmem.

## Dzieła
Dannhauer był płodnym pisarzem. Do jego najważniejszych dzieł należą Christosophia (1638), Mysteriosophia (1646) i Hodosophia Christiana sive Theologia positiva (1649). Pisząc Idea boni interpretis et malitiosi calumniatoris, opublikowaną w Strasburgu w 1630 r., dał początek hermeneutyce ogólnej.
Josias Staedel, drukarz w Strasburgu od 1652 do 1718 r., publikował lub wznawiał m.in.:
- Hodomoria spiritus Calviniani, 2 tomy., Strasburg 1654.
- Catechismusmilch oder der Erklärung deß christlichen Catechismi … Theil, 10 tomów., Strasburg 1642–1678.
- Idea boni disputatoris et malitiosi sophistae 1656.
- Idea clavis ligantis 1659.
- Gallionismus 1664.
- Deuteronomium Dannhawerianum 1669.

Ale to tylko część jego teologicznych i polemicznych dzieł. Oto najważniejsze:
- Apocalypsis mysterii apostolici in Epist. ad Rom. XI. v. 25 propositi, exhibita a Johann. Conrado Dannhawero,..., 1654.
- Catechismusmilch oder der Erklärung deßdes christlichen Catechismi… Theil, 10 tomów, Strasburg 1642–1678.
- Christeis, sive Drama sacrum, in quo Ecclesiae militia a Jesu Christo ad thronum coelestem exaltato, novissimum usque ad praesens seculum deducitur, aenigmatice primum, post a perto commentario. Actus primus, trisecularem Ecclesiae fortem a Christo in coelos sublimato, usque ad Constantinum in throno victoriae terrestri considentes exhibens, 1646.
- Christosophia, 1638.
- Collegium decalogicum, 1638.
- Collegium psychologicum, in quo maxime controversae quaestiones circa libros tres Aristotelis de anima proponuntur, ventilantur, explicantur... ab auctore Joh. Conrado Dannhawero,..., 1630.
- Decas diatribarum logicarum in sex syllogas distributa, in quibus canones logici praecipuam habentes difficultatem potissimum ex Aristotele dijudicantur...
- Deuteronomium Dannhawerianum, id est Collegium decalogicum denuo typis traditum, praeterea a mendis repurgatum, pluribus locis auctum et explicatum, variis conscientiae casibus locupletatum, ut tertii theologiae conscientiariae tomi vices sustinere possit... Auctore Dn. Johanne Conrado Dannhawero,..., Baltasar Bebelius, 1669.
- Dissertatio historico-theologica instituta ad collationem carthaginensem inter catholicos et donatistas, cui adjectus Sigalion in croesiaden hyperaspisten, seu Dialogus apologeticus pro mysterio syncretismi detecti, etc., authore Joh. Conrado Dannhawero.
- Dissertatio theologica de fato flagelli turcici fatique luce, divinae irae ottomannica tela in Christianos... vibrantis caussas limitesque perpendens, auctore Johanne Conrado Dannhawero,..., 1664.
- Gorgias sophista in Valeriano Magno capucino redivivus, seu Analysis judicii de acatholicorum et catholicorum regula credendi, producti a Valeriano Magno, Mediolanensi capucino, etc., praeside Joh. Conrado Danhawero,... adornata adque solenne examen proposita die 16 mens. julii a M. Johanne Christophoro Artopaeo... Accessit dialogus inter Socratem Germanum et Gorgiam Mediolanensem super praenominato judicio de acatholicorum et catholicorum regula credendi, institutus a Joh. Conrado Danhawero,..., 1652.
- Hecdecas homiliarum seu sermonum sacrorum diebus festis paremissorum inque solenni panegyri dictorum in Universitate Argentoratensi a Joh. Conrado Dannhavero,..., 1651.
- Hermeneutica sacra, sive Methodus exponendarum S. literarum proposita et vindicata a Joh. Conrado Dannhawero,..., 1654.
- Hodomoria spiritus Calviniani duodecim phantasmatis, Academica parrhesia ac philalethea detecti et examinati a Joh. Conrado Dannhawero,... Pars prima, 1654.
- Hodosophia Christiana sive Theologia positiva, Argent., 1649.
- Homiliarum academicarum sive sermonum sacrorum... pars secunda, auctore Joh. Conrado Dannhawero,... Accessit mantissa aliarum orationum academicarum, 1665.
- Hyaena friburgica ab ovili Christi depulsa, sive Irenici catholici D. Thomae Henrici, episcopi Chrysopolitani,... elenchus ad solennem disputationem propositus a Joh. Conrado Dannhawero,..., 1661.
- Idea boni disputatoris et malitiosi sophistae, exhibens artificium non solum rite et stratagematice disputandi, sed fontes solutionum aperiens, e quibus quodvis spinosissimum sophisma dilui possit, auctore M. Johanne Conrado Dannhawero,..., 1656.
- Idea boni interpretis et malitiosi calumniatoris, Argentorati, typis Wilhelmi Christiani Glaseri,1630.
- Illex et obex pacis ecclesiarum sanctae: Illex, gladius spiritus; obex, lex Mahometica ejusque parallela, exhibitus a Joh. Conrado Dannhawero..., Argent., 1666.
- Liber conscientiae apertus sive Theologiae conscientiariae tomus primus (-posterior). Editore Joh. Conrado Dannhawero,..., 1662-1667.
- Meletema de miraculis veris falsisve, quo Achilles Papaeus (miraculorum gloria) emasculatus in ruborem datur, auctore Joh. Conrado Dannhawero,..., 1650.

- Miscellaneae controversiae philologico-philosophiacae e variis M. Tulli locis, Argent., 1630.
- Mysteriosophia seu doctrina de sacrementis ecclesiae, Argent., 1646.
- Onirocritarum Batavorum Adriani et Petri de Walenburch deliquia, quibus accessere Nuthetici Bartholdi Nihusii anoetica, monstratore Johan. Conrado Dannhawero,..., 1650.
- Praeadamita utis, sive Fabula primorum hominum ante Adamum conditorum explosa a Joh. Conr. Dannhawero,..., 1656.
- Stylus vindex aeternae Spiritus S. a Patre Filioque processionis... productus a Joh. Conrado Dannhawero...
- Tractatus de syllogismo ut vulgo dicitur infinito... Editio secunda permissu auctoris Joh. Conradi Dannhaweri,..., 1665.
- Vale triumphale Melchiori Cornaeo, Loiolitae Herbipolitano, novo perspicillifici, qui cum debellatus in materia de miraculis, Aletheae victrici respondere non posset, eam responso indignam censuit: Interea in cavendo Aristotelis recidivatu in orcum Aethiopem dealbavit missum a Joh. Conrado Dannhawero..., 1658.

Brał także udział w wielu sporach teologicznych. W latach 1635–1659 napisał wiele Programmata funebria.